# Regiões da Chéquia
Desde 1 de janeiro de 2000 (de acordo com a Lei Checa n. 129/2000 – Lei sobre regiões), que substituiu o parágrafo 1/1993 da Constituição Checa sobre Vyšší územně správních celcích (unidades territoriais administrativas de nível superior), a Chéquia é constituída de 13 regiões (kraje) e uma cidade capital (hlavní město) com estatuto regional. Os antigos 73 distritos (okresy, singular okres) ainda são reconhecidos e permanecem sendo as sedes de diversos ramos da administração do Estado, como o sistema judicial.

Regiões da República Checa. A letra de identificação de cada uma é usada em placa de veículos da região.

|    | Região                  | Capital                 | População¹ | Área (km²) | Dens. Demog. (hab/km²) | PIB       | PIB/cpa |
| -- | ----------------------- | ----------------------- | ---------- | ---------- | ---------------------- | --------- | ------- |
| A  | Praga, a cidade capital | Praga, a cidade capital | 1 170 571  | 496        | 2 360                  | 637 704   | 547 096 |
| S  | Boêmia Central          | Praga                   | 1 144 071  | 11 015     | 104                    | 288 888   | 253 912 |
| C  | Boêmia do Sul           | České Budějovice        | 625 712    | 10 057     | 62                     | 150 970   | 251 106 |
| P  | Plzeň                   | Plzeň                   | 549 618    | 7 561      | 73                     | 137 911   | 216 639 |
| K  | Karlovy Vary            | Karlovy Vary            | 304 588    | 3 315      | 92                     | 65 789    | 216 639 |
| U  | Ústí nad Labem          | Ústí nad Labem          | 822 133    | 5 335      | 154                    | 188 041   | 229 146 |
| L  | Liberec                 | Liberec                 | 427 563    | 3 163      | 135                    | 94 451    | 229 146 |
| H  | Hradec Králové          | Hradec Králové          | 547 296    | 4 758      | 115                    | 133 767   | 244 549 |
| E  | Pardubice               | Pardubice               | 505 285    | 4 519      | 112                    | 116 639   | 230 880 |
| M  | Olomouc                 | Olomouc                 | 635 126    | 5 159      | 123                    | 134 376   | 211 467 |
| T  | Morávia-Silésia         | Ostrava                 | 1 257 554  | 5 535      | 227                    | 280 210   | 222 638 |
| B  | Morávia do Sul          | Brno                    | 1 123 201  | 7 067      | 159                    | 285 855   | 254 684 |
| Z  | Zlín                    | Zlín                    | 590 706    | 3 964      | 149                    | 131 789   | 222 885 |
| J  | Vysočina                | Jihlava                 | 517 153    | 6 926      | 75                     | 121 318   | 234 530 |
| CZ | República Checa         | Praga                   | 10 220 577 | 78 868     | 130                    | 2 767 717 | 271 161 |

¹ 2004 estimativa.
- «números atualizados e fonte (em checo)»

## Símbolos das regiões checas

Praga
Boêmia Central
Boêmia do Sul
Plzeň
Karlovy Vary
Ústí nad Labem
Liberec
Hradec Králové
Pardubice
Vysočina
Morávia do Sul
Olomouc
Zlín
Morávia-Silésia
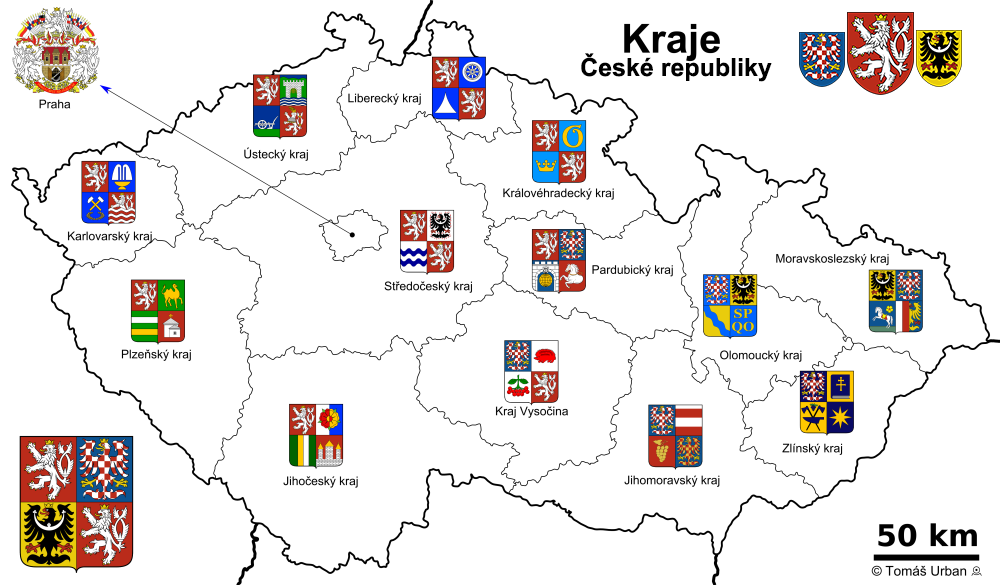
Localização de regiões checas no mapa